# Valeriu Reniță
Valeriu Reniță (n. 11 iulie 1959, Mingir, Hîncești) este un jurnalist din Republica Moldova, fost purtător de cuvânt al președintelui Republicii Moldova, fost membru al Comitetului Executiv al Federației Moldovenești de Fotbal; fondator, președinte de onoare și fost președinte al clubului de fotbal Sfântul Gheorghe Suruceni, președinte al organizației nonguvernamentale Fundația pentru Reforme și Democrație “Moldova Modernă”.

## Biografie
Valeriu Reniță s-a născut pe 11 iulie 1959, în satul Mingir, raionul Hîncești, RSS Moldovenească, URSS. Și-a petrecut copilăria în trei sate vecine, Horjești, Mingir și Cărpineni. A absolvit facultatea de electrofizică a Institutului Politehnic din Chișinău, facultatea de filologie a Universității de Stat din Moldova, facultatea de jurnalistică și științe de comunicare a Universității Libere Internaționale din Moldova, Universitatea de Stat din Letonia. A făcut cursuri de jurnalism practic în Florida, SUA (1994) și cursuri de administrație publică în Olanda (2001). În tinerețe a jucat fotbal la nivel profesionist la Politehnica Chișinău si FC Rapid Cărpineni, după care și-a încheiat cariera sportivă și a urmat armata sovietică.
În 1976-1989 a fost colaborator extern la ziarul “Tineretul Moldovei”. Între 1989-1991 a fost redactor-șef adjunct al ziarului capitalei “Curierul de seară”. În 1991-1993 a fost redactor-șef adjunct al ziarului parlamentului Republicii Moldova “Sfatul Țării”. Între 1991-1993 a fost radioreporter pentru Republica Moldova la Radio “Svoboda” (Liberty) și BBC, iar în anul 1992, în timpul conflictului de pe Nistru a fost reporter de război pentru Radio Svoboda. În 1992-1999 a fost fondator și director general al agenției independente de presă „BASA-press”. Între anii 1999-2003 a fost primar al comunei Suruceni din județul Chișinău, între 1999-2000 cumulând și funcția de analist politic la revista “Observatorul Economic”. În 2003 a fondat școala de fotbal «Sfîntul Gheorghe», în satul Suruceni. Între 2003-2004 a fost purtător de cuvânt al președintelui Republicii Moldova (Vladimir Voronin) și șef al Serviciului de presă în Aparatul Președintelui Republicii Moldova. Între 2004-2009 a fost director general al Agentiei Informaționale de Stat «Moldpres».
Valeriu Reniță este fondator (1994) și membru al “Comitetului pentru libertatea presei”, fondator (1995) și membru al “Fundației pentru reforme și Democrație “Moldova Modernă”.
Este fondator al Mișcării social politice «Ordinea Nouă» și al ziarului cu același nume, care au activat între 1998-2000.
Valeriu Reniță a fost și membru al Comitetului Executiv al Federației Moldovenești de Fotbal, unde a fost demis pe 24 februarie 2012, după ce șapte foști jucători ai echipei din Suruceni au anunțat printr-o scrisoare că au fost impuși să participe la meciuri trucate. Cu două zile înainte de asta Reniță a fost suspendat pentru 5 ani din toate activitățile fotbalistice din Republica Moldova și a fost amendat cu 15 mii de dolari. Atunci Reniță l-a acuzat pe președintele Federației Moldovenești de Fotbal, Pavel Cebanu, că „își înlătură, într-un mod cinic și inacceptabil, viitorul concurent la președinția FMF”.
Din 2003 până în noiembrie 2009 Valeriu Reniță a fost membru al Partidului Comuniștilor din Republica Moldova. În decembrie 2012 Reniță a înaintat o scrisoare deschisă către Plenara Comitetului Central PCRM prin care a cerut demisia liderului Vladimir Voronin din fruntea partidului. În scrisoare el îl acuza atunci pe Voronin că „se face responsabil de faptul că PCRM a pierdut alegerile din 2009, că au fost compromise relațiile de parteneriat cu puterile lumii, cu Federația Rusă, în primul rând, fapt care a lăsat partidul fără singura susținere externă, că nu a fost elaborat un plan viabil de supraviețuire a partidului și că anume din vina lui sunt pierdute „bătăliile politice”.
În martie 2014 Reniță l-a acuzat pe deputatul comunist Mark Tkaciuk, că, în perioada cînd deținea funcția de consilier al președintelui Vladimir Voronin, a furnizat informații despre discuțiile secrete dintre Chișinău, Moscova și Tiraspol, unei ambasade străine, acreditate în Republica Moldova.
Valeriu Reniță este căsătorit (din 1981) și are trei copii: o fată și doi băieți care joacă fotbal la echipele de juniori ale FC Sf. Gheorghe.

## Distincții
Este cavaler al ordinului «Gloria Muncii», acordat în 2009 de Vladimir Voronin „pentru muncă îndelungată și prodigioasă în mass-media, activitate organizatorică intensă și înalt profesionalism…”.
În 2002 a primit distincția bisericească «Serghei Radonejskii» de gradul III, o mențiune a Mitropoliei Chișinăului și a întregii Moldove.
A primit o diplomă de onoare de gradul I al Guvernului Republicii Moldova - 2009.
În anii 2005 și 2006 a fost recunoscut de către revista VIP Magazin unul dintre cei cei mai influenți 50 de moldoveni ai anului.

## Publicații
- Vizite de politețe, Lecții de etică, proză, Culegerea „Dintre sute de catarge”, Literatura Artistică, 1990
- «Игра-мечта» (Vis și joc), proză, revista „Nașe Pokolenie”, Chișinău, noiembrie 2012

## Filme documentare
- „Lovitura de Stat” (TV Teleradio Moldova)- coautor (1993)
- „Presa în SUA” (TV Teleradio Moldova) autor (1993)
- „Cociulia-țara căciulilor” (Moldpres) – producător (2008)
- „Mănăstirea Căpriana” (TV Teleradio Moldova)- scenarist (2008)